# Shirley Meadows
Shirley Meadows – obszar niemunicypalny w hrabstwie Kern, w Kalifornii (Stany Zjednoczone), na wysokości 1 997 m.